# Ernest Augustus Ritter
Ernest Augustus Ritter (* 1890 in Dundee (Südafrika); † unbekannt) war ein südafrikanischer Historiker.
Ernest Augustus Ritter war ein Sohn von Captain C. L. A. Ritter, einem deutschen militärischen Abenteurer, der es zu einer Stellung in der Verwaltung der Kolonie Natal brachte. Er wuchs in der Sprache der Zulu auf. Er verfasste eine Biografie des Zulu-Herrschers Shaka. In seinem Buch stützte er sich auch auf mündliche Traditionen.

## Schriften
- Shaka Zulu. The Rise of the Zulu Empire. Longmans, Green, London 1955 (mehrere Neuauflagen, u. a. E. A. Ritter: Shaka Zulu. The Rise of the Zulu Empire. Greenhill, London 1990, ISBN 0-947898-99-9)